# Sandra Paović
Sandra Paović (Vukovar, 15. travnja 1983.) dugogodišnja je hrvatska stolnoteniska reprezentativka. S osvojene četiri europske medalje u ekipnom dijelu i broncom u mješovitim parovima jedna je od najtrofejnijih hrvatskih stolnotenisačica. 
Nastupala je na Olimpijskim igrama 2008. u Pekingu i uspjela se plasirati među 50 najboljih stolnotenisačica svijeta na svjetskoj stolnoteniskoj ljestvici. Igrala je u prvoj stolnoteniskoj Bundesligi i bila član Busenbacha. Na Europskome prvenstvu u Rusiji 2008. godine osvojila je broncu u ekipnom dijelu i plasirala se među najboljih osam u pojedinačnom dijelu natjecanja.
Dana 30. siječnja 2009. godine doživjela je sa svojim klubom[s klubom?] Mondeville tešku prometnu nesreću. Zbog ozljede kralježnice morala je završiti karijeru.
Vraća se stolnom tenisu 2013. godine kao parastolnotenisačica u stojećoj kategoriji 6. Karijeru završava kao dvostruka europska prvakinja, svjetska prvakinja i paraolimpijska pobjednica 2016. u Rio de Janeiru. Svjetska stolnoteniska federacija izabrala ju je za najbolju svjetsku stolnotenisačicu.[kada?][nedostaje izvor]
Danas je motivacijski govornik za sportaše, učenike i tvrtke.

## Postignuća

### Stolni tenis
- 1997. trostruka kadetska prvakinja Europe
- 1998. ekipna prvakinja Europe do 18 godina
- 2000. pojedinačna vice prvakinja Europe do 18 godina
- 2000. Njemačka, seniorska medalja u mix parovima na Europskom prvenstvu
- 2000. Njemačka, seniorska brončana medalja ekipno na Europskom prvenstvu
- 2004. Danska, viceprvakinje Europe ekipno
- 2008. Beijing, nastup na Olimpijskim igrama
- 2009. Rusija, brončana na Europskom prvenstvu ekipno

### Stolni paratenis
- 2013. Italija, prvakinja Europe pojedinačno klasa 6
- 2014. Beijing, prvakinja Svijeta pojedinačno
- 2015. Danska, prvakinja Europe pojedinačno
- 2016. Brazil, Paraolimpijska pobjednica pojedinačno

## Nagrade i priznanja
- 2002. i 2008. Hrvatsku stolnotenisku reprezentaciju HOO i Sportskih novosti biraju za najbolju ekipu Hrvatske

- 2009. Nagrada Ponos Hrvatske

- 2014. Nagrada za najbolju svjetsku parasportašicu, ITTF Star Awards

- 2014. Državna nagrada za šport »Franjo Bučar« za sportsko postignuće

- 2015. Nagrada Grada Zagreba za vrhunsko sportsko postignu

- 2016. Odlikovanje predsjednice Republike Hrvatske Redom kneza Branimira s ogrlicom

## Vanjske poveznice
- Osobna stranica Sandre Paović

- Stolnoteniski rezultati s EP, SP i OI
- Olimpijski profil - Peking 2008.